# Coupe de France 1980/81
Der Wettbewerb um die Coupe de France in der Saison 1980/81 war die 64. Ausspielung des französischen Fußballpokals für Männermannschaften. In diesem Jahr meldeten 2.924 Vereine, gut 50 % mehr als noch Mitte der 1970er Jahre.
Titelverteidiger war die AS Monaco, die in diesem Jahr im Achtelfinale am späteren Gewinner der Trophäe, dem Sporting Étoile Club Bastia, scheiterte. Dies war Bastias erster Pokalsieg bei der zweiten Finalteilnahme nach 1972 und der erste nationale Titel überhaupt für einen korsischen Fußballklub. Endspielgegner AS Saint-Étienne hingegen hatte zuvor schon sieben Endspiele bestritten und davon sechs gewonnen – letztmals 1977 –, war zu diesem Zeitpunkt mithin hinter Olympique Marseille der zweiterfolgreichste Klub in der Geschichte des Wettbewerbs.
Marseille, nur zweitklassig spielend, hatte in dieser Saison nicht einmal den Sprung ins Zweiunddreißigstelfinale geschafft. Dagegen hatten sich dafür auch drei Klubs aus Frankreichs überseeischen Besitzungen qualifiziert (CS Moule, Club Péléen Morne Rouge und AJ Saint-Georges). Insgesamt hielten sich die Erfolge unterklassiger Teams aber im Rahmen. Zwei Zweitdivisionäre (Montpellier La Paillade SC, FC Martigues) erreichten das Viertelfinale; von den Amateuren überstanden fünf Dritt- (AEP Bourg, CS Cuiseaux-Louhans, USM Malakoff, AS Poissy, SO Pont-de-Chéruy), zwei Viert- (US Maubeuge, FC Valence) sowie ein Fünftligist (US Fécamp) wenigstens die erste landesweite Runde, scheiterten anschließend aber sämtlich.
Nach den von den regionalen Untergliederungen des Landesverbands FFF organisierten Qualifikationsrunden griffen ab der Runde der letzten 64 Mannschaften auch die 20 Erstligisten in den Wettbewerb ein. Für diese gab es ab dieser Saison keine Erstrundenprivilegierung mehr. Alle Paarungen wurden für jede Runde frei ausgelost. Im Zweiunddreißigstelfinale wurde der jeweilige Sieger in einem einzigen Spiel auf neutralem Platz ermittelt, notfalls nach Verlängerung und Elfmeterschießen.
Vom Sechzehntel- bis zum Halbfinale gab es jeweils Hin- und Rückspiele zwischen den Kontrahenten. Hatten dabei beide Mannschaften eine gleich hohe Zahl von Treffern erzielt, gewann diejenige, die auf dem Platz des Gegners mehr Tore geschossen hatte. Stand es auch hierbei gleich, wurde zunächst das Rückspiel verlängert und anschließend – sofern erforderlich – ein Elfmeterschießen durchgeführt.

## Zweiunddreißigstelfinale
Spiele zwischen 12. und 15. Februar 1981. Die Vereine der beiden professionellen Ligen sind mit D1 bzw. D2 bezeichnet, diejenigen der landesweiten Amateurspielklasse mit D3, die höchsten regionalen Amateurligen als D4 bzw. DH („Division d’Honneur“).
| - SEC Bastia D1 – SM Caen D2 3:0 - AS Nancy D1 – Club Péléen Morne Rouge DH 5:0 - FC Tours D1 – AS Brest D3 1:0 - FC Sochaux D1 – FC Limoges D2 3:1 - AS Saint-Étienne D1 – SR Saint-Dié D2 2:0 - AS Poissy D3 – FC Toulouse D2 2:0 - Paris Saint-Germain D1 – Stade Rennes UC D2 2:0 - FC Nantes D1 – SC Amiens D3 1:0 - Montpellier La Paillade SC D2 – OGC Nizza D1 1:0 - AS Monaco D1 – AS Béziers D2 4:1 - FC Metz D1 – CO Saint-Chamond DH 2:1 - FC Martigues D2 – Olympique Lyon D1 1:1 n. V. (5:4 i. E.) - AJ Auxerre D1 – RCFC Besançon D2 2:0 - RC Lens D1 – FC La Roche-sur-Yon D3 1:0 - SCO Angers D1 – Stade Quimper D2 0:0 n. V. (3:1 i. E.) - Le Havre AC D2 – Stade Laval D1 1:0 | - Olympique Nîmes D1 – AS Grenoble D2 2:0 - OSC Lille D1 – Calais RUFC D3 2:0 - LB Châteauroux D2 – US Valenciennes D1 1:0 - Girondins Bordeaux D1 – Stade Poitiers D3 1:0 n. V. - FC Valence D4 – Olympique Alès D3 2:0 - CS Moule DH – CS Thonon D2 0:2 - FC Thionville D2 – CS Sedan D3 0:0 n. V. (4:1 i. E.) - Paris FC D2 – RC Strasbourg D1 0:1 - SO Pont-de-Chéruy D3 – US Saint-Tropez DH 1:0 - US Orléans D2 – US Melun D3 3:1 - CS Cuiseaux-Louhans D3 – Gazélec FCO Ajaccio D2 2:1 - US Fécamp D2 – US Friville-Escarbotin DH 3:1 n. V. - AEPB La Roche-sur-Yon D3 – AJ Saint-Georges DH 2:1 - US Maubeuge D4 – AS Corbeil-Essonnes D2 2:0 - USM Malakoff D3 – SR Haguenau D3 2:1 - AS Angoulême D2 – AS Libourne D2 2:0 |

## Sechzehntelfinale
Hinspiele am 6./7., Rückspiele am 10./11. März 1981
| - SEC Bastia D1 – AJ Auxerre D1 2:1, 1:1 - FC Tours D1 – RC Lens D1 1:2, 1:2 - FC Sochaux D1 – AS Monaco D1 2:1, 0:1 - AS Poissy D3 – Le Havre AC D2 0:0, 0:1 - FC Nantes D1 – Paris Saint-Germain D1 2:0, 3:5 - SCO Angers D1 – Girondins Bordeaux D1 1:4, 0:6 - Olympique Nîmes D1 – AS Nancy D1 2:4, 1:1 - OSC Lille D1 – CS Thonon D2 3:1, 0:1 | - FC Valence D4 – AS Saint-Étienne D1 0:1, 0:5 - FC Thionville D2 – SO Pont-de-Chéruy D3 2:0, 3:1 - US Orléans D2 – FC Metz D1 0:0, 0:2 - CS Cuiseaux-Louhans D3 – Montpellier La Paillade SC D2 1:2, 0:3 - US Fécamp D2 – RC Strasbourg D1 0:3, 0:4 - AEPB La Roche-sur-Yon D3 – AS Angoulême D2 0:1, 0:1 - US Maubeuge D4 – LB Châteauroux D2 1:3, 2:5 - USM Malakoff D3 – FC Martigues D2 1:1, 0:0 |

## Achtelfinale
Hinspiele am 2./3., Rückspiele am 11. April 1981
| - SEC Bastia D1 – AS Monaco D1 2:0, 1:2 - Le Havre AC D2 – RC Lens D1 1:0, 0:2 - FC Nantes D1 – Girondins Bordeaux D1 1:4, 4:6 - AS Nancy D1 – AS Saint-Étienne D1 2:1, 1:3 | - FC Thionville D2 – FC Martigues D2 2:2, 0:3 - FC Metz D1 – Montpellier La Paillade SC D2 2:1, 0:1 - RC Strasbourg D1 – AS Angoulême D2 2:0, 1:2 - LB Châteauroux D2 – OSC Lille D1 1:0, 0:2 |

## Viertelfinale
Hinspiele am 8., Rückspiele am 19. Mai 1981
| - RC Lens D1 – OSC Lille D1 3:1, 0:1 - Girondins Bordeaux D1 – RC Strasbourg D1 1:5, 0:4 | - AS Saint-Étienne D1 – Montpellier La Paillade SC D2 2:1, 1:1 - FC Martigues D2 – SEC Bastia D1 3:0, 0:5 |

## Halbfinale
Hinspiele am 5., Rückspiele am 9. Juni 1981
| - AS Saint-Étienne D1 – RC Strasbourg D1 2:1, 1:1 | - SEC Bastia D1 – RC Lens D1 2:0, 1:0 |

## Finale
Spiel am 13. Juni 1981 im Pariser Prinzenparkstadion vor 46.155 Zuschauern
- SEC Bastia – AS Saint-Étienne 2:1 (0:0)

### Mannschaftsaufstellungen
SEC Bastia: Pierrick Hiard – Jean-Louis Cazes, Paul Marchioni , Charles Orlanducci, Félix Lacuesta – Jean-Louis Desvignes, Louis Marcialis, Alain Fiard – Roger Milla, Joël Henry, Simei Ihily
Trainer : Antoine Redin
AS Saint-Étienne: Jean Castaneda – Patrick Battiston, Christian Lopez , Bernard Gardon (Jean-Philippe Primard, 18.), Gérard Janvion – Jacques Santini, Jean-Marie Elie, Michel Platini – Jacques Zimako, Laurent Roussey (Laurent Paganelli, 86.), Johnny Rep
Trainer : Robert Herbin
Schiedsrichter: Georges Konrath (Schwindratzheim)

### Tore
1:0 Marcialis (50.)

2:0 Milla (58.)

2:1 Santini (72., per Elfmeter)

### Besondere Vorkommnisse
Schiedsrichter Konraths leitete sein drittes Endspiel nach 1977 und 1980; dies machte ihn nach Edmond Gérardin (in den 1920ern) und Georges Capdeville (in den 1930ern und 1940ern) zum erst dritten Referee, der so häufig berufen wurde.
Hervorstechend aus den Partien, die ansonsten wegen der taktischen Möglichkeiten des Hin- und Rückspielmodus selten allzu große Spannung aufkommen ließen, war der Weg der Girondins Bordeaux: nachdem sie gegen zwei Erstligisten in vier Spielen 20 Treffer erzielt hatten, kassierten sie in der folgenden Runde neun Tore von Racing Strasbourg. Und Pokalsieger Bastia schien im Halbfinale nach dem Hinspiel eigentlich schon ausgeschieden; aber es gelang den Korsen vor eigenem Publikum gegen Martigues doch noch eindrucksvoll, das Gesamtergebnis zu drehen.